# Цирилла
Цирилла Фиона Элен Рианнон (пол. Cirilla Fiona Elen Riannon) или Цири (пол. Ciri), также известная, как Zireael (с языка Старшей Речи — Ласточка) — персонаж цикла «Ведьмак» Анджея Сапковского — принцесса Цинтры, Бругге, герцогиня Соддена, наследница Инис Ард Скеллиг и Инис Ан Скеллиг, сюзерен Аттре и Абб Ярра, также известная как «Львёнок из Цинтры», внучка королевы Калантэ. Она является одним из главных персонажей цикла наряду с Геральтом и Йеннифэр.

## Образ
На примере Цири Сапковский хотел показать, «как люди из человека сами делают монстра». По словам автора, в то время как Геральт олицетворяет добро, Цири является воплощением зла. Несмотря на это, Сапковской отметил, что в финале «Владычицы озера» Цири «перестаёт быть злом» после потери Геральта и Йеннифэр.

## Биография
Цири, дочь Паветты, принцессы Цинтры, и герцога Дани (имя, под которым скрывался наследный принц Нильфгаардской Империи Эмгыр вар Эмрейс), родилась в мае 1252 года (по летосчислению Саги). Она стала ребёнком-неожиданностью (Предназначением) ведьмака Геральта.
Когда Цири была совсем маленькой, её родители без вести пропали во время морского шторма в месте, называемом бездна Седны. С этого момента они считались погибшими, а Цири стала наследницей престола после своей бабушки, королевы Калантэ. Во время нападения Нильфгаарда на Цинтру юную княжну спасает от гибели во время пожара нильфгаардский рыцарь Кагыр Маур Дыффин аэп Кеаллах, порученец императора Эмгыра, которому было приказано привезти её в Нильфгаард, но в итоге девочка попадает в одну из деревушек граничащего с Цинтрой государства, где её находит ведьмак Геральт: сокращая путь через Мехунские Урочища, он встречается с купцом средней руки по имени Йурга, наткнувшимся на логово местных чудовищ и не желавшим бросать телеги с добром. После недолгих колебаний ведьмак всё же помог купцу, но сам пострадал в бою с монстрами. Тяжело раненного Геральта Йурга вывез на одной из своих телег, в благодарность за спасение дав Геральту клятву отдать то, чего не ожидает увидеть дома, не совсем понимая её судьбоносного значения. По прибытии в свою деревню в Заречье купец узнал от супруги, что она приютила маленькую девочку, по её словам, одну из жертв недавней войны с Нильфгаардом. Этой девочкой и была Цири, их с Геральтом встреча произошла буквально на глазах у ошеломлённого купца, подспудно понявшего, что он каким-то образом прикоснулся к Предназначению.
Предназначение, к которому Геральт долгое время относился довольно иронично, считая его вымыслом и излишней для него философией, довольно скоро показало ему, насколько он был не прав. Судьба весьма жестоко отнеслась ко многим из тех, кто, пусть даже ненадолго, попал в его окружение.

— Ты смеешься над Предназначением. Насмехаешься над ним, играешь с ним. У Меча Предназначения два острия. Одно из них — ты. Другое — смерть? Но это умираем мы, умираем из-за тебя. Тебя смерть не может достать, поэтому довольствуется нами. Смерть следует за тобой по пятам, Белый Волк. Но умирают другие. Из-за тебя.

Семья купца Йурги, приютив девочку-Исток, наследницу Старшей Крови, которой впоследствии суждено было стать Владычицей Времени и Пространства, не пережила знакомства с девочкой и ведьмаком. Спустя какое-то время Риенс, фактотум чародея Вильгефорца, охотившегося за Цири, разыскал семью Йурги с целью узнать о Цирилле всё, что им было известно. Учитывая жестокость и садистские наклонности Риенса — ни сам купец, ни члены его семьи не пережили допроса.
После захвата Нильфгаардом Цинтры Геральт забирает Цири с собой в замок Каэр Морхен, чтобы сделать из неё ведьмачку. Цирилла воспитывалась под руководством двух чародеек — сначала Трисс Меригольд, которая приехала в Каэр Морхен; затем ведьмакам приходится распрощаться с воспитанницей и передать её на воспитание в храм Мэлителе в Элландере, где её начнёт обучать Йеннифэр. В храме Цири продолжает своё обучение. Таким образом она получила азы ведьмачьего мастерства, так и не подвергаясь мутации, а затем — элементарное образование при храме и основы магии, которым её обучала Йеннифэр.
На протяжении всей Саги за Цири охотится Вильгефорц, шпион Дийкстры, эльфы Aen Elle, разведки всех правящих королей и нильфгаардские ловчие. Во время событий на острове Танедд она была разлучена с Йеннифэр и Геральтом: используя испорченный портал полуразрушенной башни Тор Лара (со Старшей Речи Башня Чайки), Цири перенеслась в пустыню Корат, где спаслась от гибели благодаря встрече с молодым единорогом, затем — добровольно отказалась от магической силы, над пробуждением и управлением которой с ней работала Йеннифэр. Благодаря этому отказу ей удалось спасти жизнь единорогу, что впоследствии сыграло свою роль.
На границе пустыни с одним из завоёванных империей княжеств Цири была найдена нильфгаардскими ловчими. Она бежала от них, присоединившись к банде под названием Крысы, и стала разбойничать с ними под именем Фалька. В это же время сошлась с бандиткой Мистле. После уничтожения Крыс Бонартом была захвачена им в плен и против своей воли выступала на арене для боёв города Клармон. После того как её попытались передать Вильгефорцу, к ней спонтанно вернулись магические способности и она перенеслась на болота Переплюта, попав в итоге к старому отшельнику Высоготе. Тот вылечил её и направил на верный путь к Башне Ласточки. К Башне Ласточки изначально вёл портал Башни Чайки, испорченный при частичном разрушении последней. В Башне Ласточки перед Цири открывается возможность выхода в один из параллельных миров, населённых одним из племён эльфов — Народом Ольх, которые также собираются использовать её в своих целях. Она оказывается пойманной в ловушку, из которой ей помогает выбраться спасённый ранее единорог. В Цири просыпаются способности воздействовать на пространство и время, в результате чего она начинает своё путешествие по мирам в поисках своего родного.
После скитаний по другим мирам Цири отправилась на спасение Йеннифэр в замок Стигга, убежище Вильгефорца из Роггевеена — мага-ренегата, который хотел использовать её ген Старшей Крови для собственных целей, но не успел это сделать, так как был убит подоспевшим вместе со своими друзьями на помощь Геральтом. Одним из союзников ведьмака оказался Кагыр Маур Дыффин аэп Кеаллах, тот самый рыцарь, что вывез Цири из полыхающей огнём Цинтры, и который, как оказалось, был безнадёжно влюблён в неё. Он погиб от руки Бонарта, после чего между старым охотником и Цири состоялось решающее сражение. Ведьмачке удалось перехитрить своего оппонента и одержать победу, а затем воссоединиться со своими приёмными родителями. Тем не менее, в этот момент замок окружили нильфгаардцы во главе с императором Эмгыром вар Эмрейсом. Цири не знала, что Эмгыр на самом деле являлся её отцом и намеревался жениться на ней, чтобы та родила ребёнка, которому было предначертано стать спасителем и повелителем целого мира. Несмотря на свои изначальные намерения, вар Эмрейс отпустил Цири, Геральта и Йеннифэр.
Вместе с названными родителями она отдала дань уважения погибшим товарищам из банды Крыс и отомстила старым неприятелям, а также участвовала в спасении отправленного на казнь Лютика. В скором времени она и Йеннифер были вынуждены вновь расстаться с Геральтом, чтобы принять участие в заседании Ложи Чародеек, договорившись о последующей встрече в Ривии. В то время как члены совета приняли решение выдать Цири замуж за принца Ковира по имени Танкред, ведьмачка попросила их о возможности проститься с Геральтом. Прибыв в Ривию вместе с Йеннифэр и Трисс, Цири обнаружила умирающего Геральта, который получил смертельное ранение от вилы, встретив свой конец от «трёх зубов», как когда-то предсказывала Цири. Йеннифэр попыталась исцелить его, но в результате магического истощения чародейка потеряла сознание. В этот момент к Цири явился её знакомый единорог Иуарраквакс, который помог ей открыть портал в другой мир и перенести туда Геральта и Йеннифэр. Сама же Цири отправилась во времена Короля Артура и встретила молодого рыцаря Галахада, принявшего её за Владычицу озера. Выслушав её историю, Галахад предложил ей поехать в замок своего господина и Цири, придя к выводу, что в этом мире найдётся место для ведьмачки, отправилась вместе с ним в Камелот.

## Другие появления

### Музыкальный фильм
«…Когда я начала играть Цириллу мне было 9 лет. Благодаря опере я начала быстро взрослеть» 
Цирилла — главная героиня фильма-мюзикла Дорога без возврата 2011—2012 года — экранизации сценической постановки одноимённой рок-оперы созданной симфо-рок группой «ESSE» (Ростов-на-Дону) по мотивам саги «Ведьмак» Анджея Сапковского. Цирила — княжна королевства Цинтра, юная чародейка, дочь принцессы Паветты и Эмгыра вар Эмрейса — императора Нильфгаарда, внучка Калантэ-королевы Цинтры, далёкий потомок Лары Доррэн аэп Шиадаль и Крегеннана из Леда, носитель гена «Старшей крови» (Hen Icher). Согласно пророчеству Итлины, она должна произвести на свет ребёнка-мстителя, который разрушит мир, и построит его заново.
. В рок-опере и фильме-мюзикле «Дорога без возврата» роль княжны Цириллы исполняет Дарья Пронина..
В композиции «Владычица озера». Цирилла, перемещаясь во времени в поисках «своего», «правильного» времени, попадает на берег озера, где встречает друга-единорога. Он помогает ей найти путь к её предназначению, её времени, её друзьям. Путь к спасению чародейки Йеннифэр из темницы замка волшебника Вильгефорца. Путь помощи ведьмаку Геральту, который пытаясь найти исчезнувших с Таннедда Цириллу и чародейку Йеннифэр идёт в расставленную чародеем-Вильгефорцем ловушку, где приманка — Йеннифэр, а жертва — сама Цирилла.

### Телевидение
В телесериале 2002 года роль юной Цири исполнила Марта Битнер.
В телесериале 2019 года Цири сыграла Фрейя Аллан; в русской локализации её озвучила актриса дубляжа Александра Курагина.

### Игры
История Цири после событий «Владычицы озера» продолжается в игре «Ведьмак 3: Дикая Охота»; в некоторых квестах Цири является играбельным персонажем. В русской локализации её озвучила актриса дубляжа Полина Чекан. В The Witcher IV Цири будет главным героем.